# Mungo Park Memorial (Nigeria)

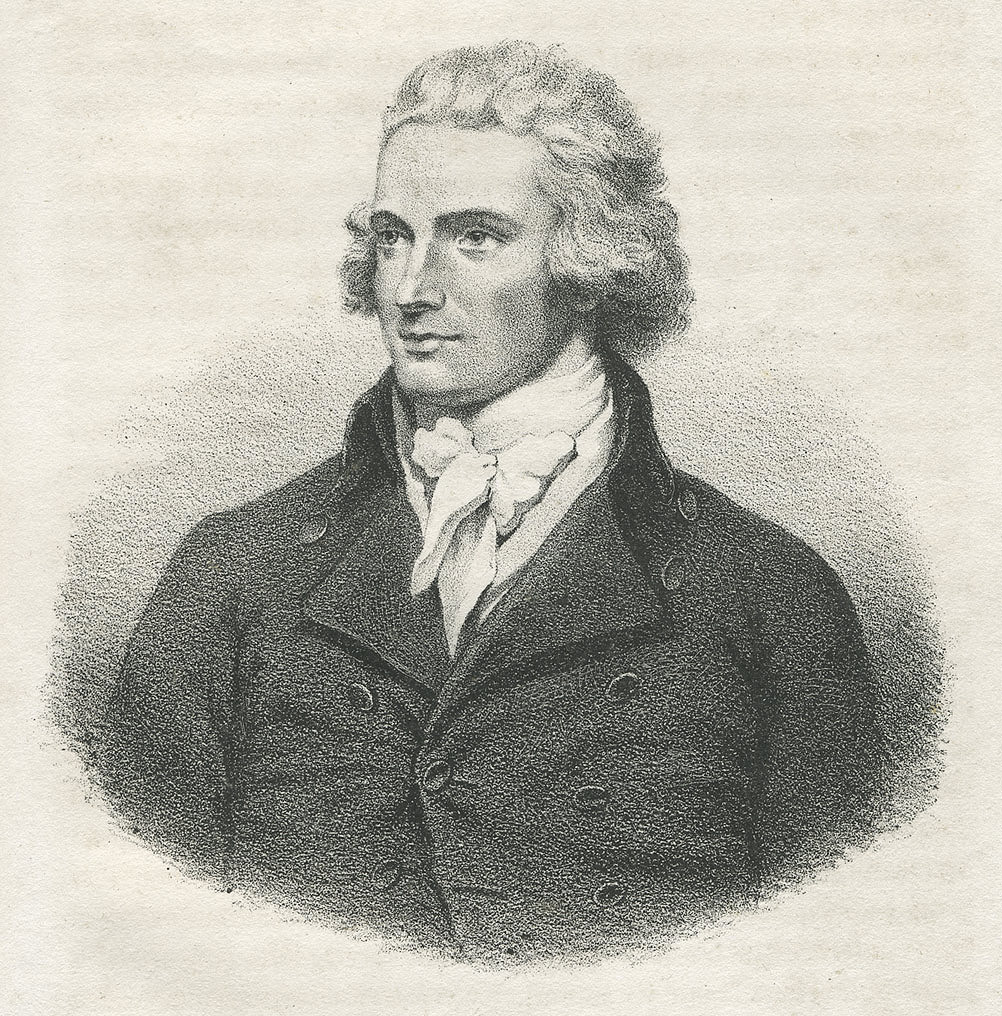
Mungo Park

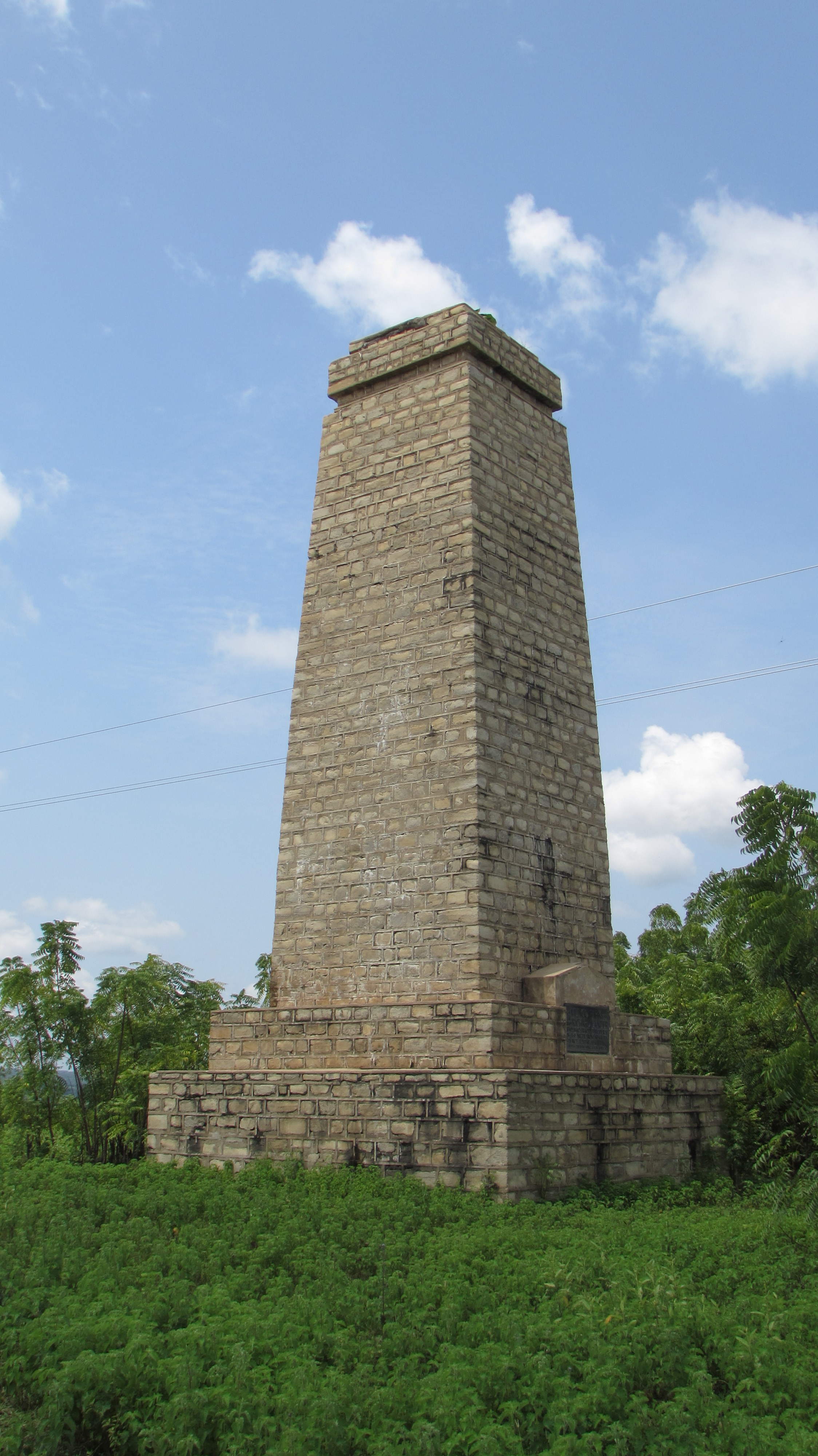
Obelisk auf Jebba Island

Das Mungo Park Memorial in Nigeria ist dem britischen Afrikaforscher Mungo Park (1771–1806) gewidmet.
Seine beiden Reisen (1795–1797 und 1805–1806) führten ihn über den Fluss Gambia an den Lauf des Nigers. Seine erste Reise erfolgte im Auftrag der African Association und sein daraufhin veröffentlichter Reisebericht Travels in the Interior of Africa gilt noch heute als Klassiker. Bei seiner zweiten Reise an den Niger, die durch die britische Regierung finanziert wurde, kam er Januar/Februar 1806 bei Bussa ums Leben.
Im Jahr 1929 wurde ihm zu Ehren ein Denkmal in Form eines Obelisken auf Jebba Island in der Stadt Jebba im heutigen Nigeria errichtet.

„To Mungo Park 1795 and Richard Lander 1830 who traced the Niger from near its source to the sea. Both died in Africa for Africa.“